# Baccara
Baccara er en spansk discogruppe som oprindeligt bestod af Mayte Mateos (7. februar 1951) og María Mendiola (4. april 1952 - 11. september 2021). I 1977 solgte duoen 16 millioner eksemplarer af singlen "Yes Sir, I can boogie" og blev optaget i Guinness Rekordbog som den første kvindelige duo som opnåede en førsteplads på en engelsk hitliste.
Baccara repræsenterede Luxembourg i Eurovision Song Contest i 1978 med "Parlez-Vous Francais" og opnåede en 7. plads, efter at have fået højeste pointscore fra Italien, Portugal og Spanien. Sangen blev det bedstsælgende konkurrencebidrag det år.
Mayte og Maria gik hvert til sit i 1982.
Mayte Mateos er gift med den norske bassist, manager og pladeproducent Tore Syvertsen. Maria Mendiola var gift med en svensk forretningsmand Jan Olson.
Begge har startet hver sin "nye" Baccara, med nye sangpartnere. Maria Mendiola har arbejdet fra 1985 til 2009 med Maryse Perez. Som 'New Baccara' udgav de sange 'Fantasy boy' , 'Touch me'  og 'Call me up'. Disse sange bragte 'New Baccara' stor popularitet i Latinamerika.
I løbet af 40 år har Mayte Mateos skiftet 12 scenepartnere, blandt dem den franske sangerinde Maryse Perez, skuespillerinden Jane Comerford og senere Cristina Sevilla. I 2000 indspillede Mateos og Sevilla albummet med titlen Baccara 2000 , som blev produceret af Thorsten Brotzman og udgivet af pladeselskabet RCA Records.
I 2004 deltog Mateos med Sevilla i det svenske Grand Prix, Melodifestivalen i 2004 med "Soy Tu Venus" . Siden 2005 optræder Mayte Mateos med en spansk sangerinde Paloma Blanco. I 2008 udgav Mayte Mateos og Paloma Blanco et album kaldet "Satin... In Black & White" på det tyske pladeselskab Edel.
Cristina Sevilla har sluttet sig til Maria Mendiola, et andet stiftende medlem af duoen, og optrådte i Mendiolas Baccara fra 2011 til 2021.
Maria Mendiola døde den 11. september 2021 i Madrid . Cristina Sevilla har optrådt siden 2022 med en ny scenepartner, Helen de Quiroga. Denne nye line-up af Baccara turnerer aktivt rundt i verden og udgiver nye sange   på det spanske label "Team 33" .

## Diskografi

### Baccara

#### Studio albums
| År   | Titel         | Højeste hitlisteplacering | Højeste hitlisteplacering | Højeste hitlisteplacering | Højeste hitlisteplacering | Højeste hitlisteplacering | Højeste hitlisteplacering | Højeste hitlisteplacering | Højeste hitlisteplacering | Pladeselskab | Certificering         |
| År   | Titel         | AUS                       | AUT                       | FIN                       | GER                       | NLD                       | NOR                       | SWE                       | UK                        | Pladeselskab | Certificering         |
| ---- | ------------- | ------------------------- | ------------------------- | ------------------------- | ------------------------- | ------------------------- | ------------------------- | ------------------------- | ------------------------- | ------------ | --------------------- |
| 1977 | Baccara       | 35                        | 2                         | 1                         | 13                        | 22                        | 1                         | 1                         | 26                        | RCA Victor   | - IFPI FIN: 2× Platin |
| 1978 | Light My Fire | —                         | —                         | 1                         | —                         | —                         | 11                        | 10                        | —                         | RCA Victor   | - IFPI FIN: Gold      |
| 1979 | Colours       | —                         | —                         | —                         | —                         | —                         | —                         | —                         | —                         | RCA Victor   |                       |
| 1981 | Bad Boys      | —                         | —                         | —                         | —                         | —                         | —                         | —                         | —                         | RCA Victor   |                       |

#### Opsamlingsalbums
- 1978: The Hits of Baccara (RCA Victor)
- 1990: The Original Hits (BMG-Ariola)
- 1991: Star Collection (BMG-Ariola)
- 1993: The Collection (BMG-Ariola)
- 1994: Yes Sir, I Can Boogie (BMG-Ariola)
- 1994: Star Gala (BMG-Ariola/Spectrum)
- 1995: Golden Stars (BMG-Ariola)
- 1998: The Collection (BMG-Ariola)
- 1999: Woman to Woman (BMG-Ariola/Disky Communications)
- 2001: The Best of Baccara – Original Hits (BMG-Ariola/Hot Town Music-Paradiso)
- 2005: The Best of Baccara (Sony BMG/Camden UK)
- 2006: The Very Best of Baccara (Sony BMG)
- 2007: 30th Anniversary (Sony BMG)

#### Singler
| År   | Titel                                                               | Højeste hitlisteplacering | Højeste hitlisteplacering | Højeste hitlisteplacering | Højeste hitlisteplacering | Højeste hitlisteplacering | Højeste hitlisteplacering | Højeste hitlisteplacering | Højeste hitlisteplacering | Højeste hitlisteplacering | Højeste hitlisteplacering | Certificeringer          |
| År   | Titel                                                               | AUS                       | AUT                       | BEL                       | GER                       | IRE                       | NLD                       | NOR                       | SWE                       | SWI                       | UK                        | Certificeringer          |
| ---- | ------------------------------------------------------------------- | ------------------------- | ------------------------- | ------------------------- | ------------------------- | ------------------------- | ------------------------- | ------------------------- | ------------------------- | ------------------------- | ------------------------- | ------------------------ |
| 1977 | "Yes Sir, I Can Boogie" / "Cara Mia"                                | 9                         | 2                         | 1                         | 1                         | 1                         | 1                         | 1                         | 1                         | 1                         | 1                         | - BPI: Gold - BVMI: Gold |
| 1977 | "Sorry, I'm a Lady" / "Love You Till I Die"                         | 96                        | 1                         | 1                         | 1                         | 4                         | 1                         | 1                         | 3                         | 2                         | 8                         |                          |
| 1977 | "Darling" / "Mad in Madrid"                                         | —                         | 7                         | 14                        | 6                         | —                         | 17                        | 1                         | 5                         | 9                         | —                         |                          |
| 1977 | "Koochie-Koo" / "Number One"                                        | —                         | —                         | 28                        | —                         | —                         | 21                        | —                         | —                         | —                         | —                         |                          |
| 1977 | "Granada" / "Sorry, I'm a Lady"                                     | —                         | —                         | —                         | —                         | —                         | —                         | —                         | —                         | —                         | —                         |                          |
| 1978 | "Parlez-Vous Francais?" / "Amoureux"                                | —                         | 18                        | 7                         | 21                        | —                         | 30                        | —                         | 8                         | —                         | —                         |                          |
| 1978 | "The Devil Sent You to Lorado" / "Somewhere in Paradise"            | —                         | 4                         | 18                        | 4                         | —                         | —                         | —                         | 15                        | 5                         | —                         |                          |
| 1979 | "Body-Talk" / "By 1999"                                             | —                         | —                         | —                         | 26                        | —                         | —                         | —                         | —                         | —                         | —                         |                          |
| 1979 | "Ay, Ay Sailor" / "One, Two, Three, That's Life"                    | —                         | —                         | —                         | 39                        | —                         | —                         | —                         | —                         | —                         | —                         |                          |
| 1979 | "Eins Plus Eins Ist Eins" / "For You"                               | —                         | —                         | —                         | —                         | —                         | —                         | —                         | —                         | —                         | —                         |                          |
| 1980 | "Sleepy-Time-Toy" / "Candido"                                       | —                         | —                         | —                         | —                         | —                         | —                         | —                         | —                         | —                         | —                         |                          |
| 1981 | "Colorado" / "Mucho Mucho"                                          | —                         | —                         | —                         | —                         | —                         | —                         | —                         | —                         | —                         | —                         |                          |
| 1987 | "Call Me Up" (New Baccara)                                          | —                         | —                         | —                         | —                         | —                         | —                         | —                         | —                         | —                         | —                         |                          |
| 1999 | "Yes Sir, I Can Boogie '99" (Baccara 2000)                          | —                         | —                         | —                         | —                         | —                         | —                         | —                         | 42                        | —                         | —                         |                          |
| 2004 | "Soy Tu Venus" (Baccara 2000)                                       | —                         | —                         | —                         | —                         | —                         | —                         | —                         | 49                        | —                         | —                         |                          |
| 2005 | "Yes Sir, I Can Boogie 2005" (Baccara)                              | —                         | 73                        | —                         | —                         | —                         | —                         | —                         | —                         | —                         | —                         |                          |
| 2021 | "Yes Sir, I Can Boogie" (Paul Keenan Remix) (GBX featuring Baccara) | —                         | —                         | —                         | —                         | —                         | —                         | —                         | —                         | —                         | —                         |                          |

### Mayte Mateos' Baccara

#### Album
- 1994: Our Very Best (genindspilning med 5 nye sange)
- 1999: Baccara 2000
- 2004: Soy tu Venus
- 2008: Satin ... In Black & White

#### Maxi singler
- 1999: "Yes Sir, I Can Boogie '99"
- 2004: "Soy tu Venus"
- 2008: "Nights in Black Satin"

#### Singler
- 1994: "Yes Sir, I Can Boogie" (Italo Disco Mix)
- 1994: "Sorry, I'm a Lady" (Italo Disco Mix)
- 1999: "Yes Sir, I Can Boogie '99"
- 2011: "Christmas Medley" (Radio Edit) [Digital single]
- 2013: "Yes Sir, I Can Boogie 2013" (med Sala & the Strange Sounds)
- 2016: "Dame un Poco de Tu Amor" (med Fundacion Tony Manero)

### María Mendiola's Baccara / New Baccara

#### Album
- 1990: F.U.N.
- 1999: Made in Spain
- 2000: Face to Face
- 2002: Greatest Hits (genindspilning med 4 nye sange)
- 2006: Singles Collection (opsamlingsalbum med 2 nye sange)
- 2017: I Belong to Your Heart (11 new songs plus "I Belong to Your Heart" extended and 2017 Fantasy Boy edit)

#### Maxi singler
- 1989: "Fantasy Boy"/"Touch Me" (Loading bay Records UK)
- 1989: "Call Me Up"
- 1990: "Yes Sir, I Can Boogie '90"
- 2002: "Wind Beneath My Wings"
- 2005: "Yes Sir, I Can Boogie 2005"
- 2018: "Gimme Your Love" (Bobby To Extended Mix)

#### Singler
- 1987: "Call Me Up" / "Talismán"
- 1988: "Fantasy Boy"
- 1989: "Touch Me"
- 1990: "Yes Sir, I Can Boogie '90"
- 1999: "Sorry, I'm a Lady" (Dance Version)
- 2000: "I Want to Be in Love with Somebody"
- 2000: "Face to Face"
- 2002: "Yes Sir, I Can Boogie" (Copa Remix)
- 2005: "Yes Sir, I Can Boogie 2005"
- 2008: "Fantasy Boy 2008" [Digital single]
- 2016: "Yes Sir, I Can Boogie" (Plugin & Baccara) [Digital single]
- 2017: "I Belong to Your Heart"
- 2017: "Super Sexy Baby"
- 2021: "Yes Sir, I Can Boogie" (Paul Keenan Remix)
- 2021: "No Sir, Don't Say Goodbye"

### Cristina Sevilla's Baccara

#### Singler
- 2022: "Don't Let This Feeling Go Away" (digitale platforme)
- 2023: "When I'm with You" (digitale platforme)
- 2024: "Vamos al Cielo" (digitale platforme)
- 2025: "The Power of Love" (digitale platforme)

#### Maxi singler
- 2023: "Don't Let This Feeling Go Away" (with extended versions of "Call Me Up" and "Fantasy Boy")
- 2024: "Vamos al Cielo" / "When I'm with You"